# Sevak Xanaghian
Sevak Xanaghian, (en arménien Սևակ Խանաղյան, prononcé [sɛvɑk xɑnɑʁjɑn]) né le 28 juillet 1987, est un chanteur arménien.
Il remporte en 2016 le télé-crochet X Factor en Ukraine[réf. souhaitée].
Il représente son pays au Concours Eurovision de la chanson 2018 avec sa chanson Qami, (en français Vent) lors de la première demi finale, le 8 mai.